# Le Chant du merle
Pour les articles homonymes, voir Merle (homonymie).
Pour plus de détails, voir Fiche technique et Distribution.
Le Chant du merle est un drame romantique français réalisé par Frédéric Pelle, sorti en 2016.

## Synopsis
Aurélie Delmas est une jeune femme célibataire discrète et réservée, serveuse dans l'hôtel-restaurant de La Tour Lachaud à Aubazines en Corrèze. Elle vit avec sa mère et souffre intérieurement de son absence de vie sentimentale, même si elle a déjà connu un amoureux par le passé. Après le travail, elle est également accompagnatrice de vie d'un vieil homme du village, M. Verlhac, le père de son patron, qui souffre parfois de quelques trous de mémoire. Un jour, alors qu'elle est en panne en pleine campagne, elle est dépannée par François, un représentant de commerce, client habituel de l'hôtel. Le courant passe aussitôt et Aurélie tombe amoureuse, charmée par l'homme séducteur. Mais François doit bientôt la laisser à sa solitude pour reprendre la route et impose vite ses règles à Aurélie : il ne doit pas y avoir de contact téléphonique pendant ses absences. Aurélie est quelque peu intriguée par cet homme secret, surtout quand elle découvre chez lui une certaine malhonnêteté.

## Fiche technique
- Titre : Le Chant du merle
- Réalisation : Frédéric Pelle
- Scénario : Frédéric Pelle, Orlanda Laforêt et René Féret
- Musique : Romain de Gueltzl
- Montage : Thomas Glasser
- Photographie : Olivier Banon
- Costumes : Elisabeth Mehu et Orlanda Laforêt
- Décors : Veronica Fruhbrodt et Yannick Moine
- Producteur : Pascal Lahmani
- Production : Bianca Films
- Distribution : JML Distribution
- Pays d'origine :  France
- Durée : 80 minutes
- Genre : drame romantique
- Date de tournage : printemps 2015
- Durée du tournage : 23 jours
- Dates de sortie :
  -  France : 16 mars 2016

## Distribution
Acteurs professionnels
- Adélaïde Leroux : Aurélie Delmas, la serveuse du restaurant
- Nicolas Abraham : François, le représentant de commerce
- Myriam Boyer : la mère d'Aurélie
- Patrick d'Assumçao : M. Verlhac, le patron du restaurant
- Sylvie Jobert : la femme du patron, infirmière à l'hôpital
- Jade Phan-Gia : Mme Lacouture, une cliente de l'hôtel
- Thierry Valletoux : M. Lacouture, un client de l'hôtel
- Thomas Arnaud, l'ancien amoureux d'Aurélie

Rôles joués par des habitants d'Aubazine et de Brive la Gaillarde
- Pierre Bouysset : le père de M. Verlhac
- Josette Paquet : la cousine de M. Verlhac
- Jean-Michel Teulière : l'ornithologue
- Denis Duvin : le maître d'hôtel
- Bernard Larbre : le client chambreur
- Michel Paugnat : le client indécis
- Pierrette Vergnon : une amie de la mère d'Aurélie

Rôles joués par des habitants de Freysselines
- Jacqueline Rigoux : Mme Brunet

## Autour du film
Au cours d'une présentation du film en avant-première au cinéma Le Carnot d'Ussel le samedi 12 mars 2016, le réalisateur et sa compagne et co-scénariste du film Orlanda Laforêt expliquent pendant un débat avec les spectateurs la genèse du film et différents points concernant le tournage :

### Lieux de tournage
La plus grande partie du film a été tournée à Aubazine en Corrèze. Le reste a été tourné à Brive-la-Gaillarde, notamment la scène du bar musical Le Maryland (boîte de jazz) ainsi qu'à Cornil et à Malemort, autres villes de Corrèze.
Les différentes scènes au bord de l'étang ont été tournées à l'Étang de Lachaud, sur la commune de Sainte Fortunade, à 6 km au nord est d'Aubazine.
La scène de vente de François chez Mme Brunet a été tournée à Freysselines, sur la commune de Chaumeil.

### Genèse du film
Le réalisateur et sa compagne venaient souvent en vacances à Aubazines, à la suite de divers tournages du jeu télévisé La Carte au trésor, et avaient familiarisé avec le personnel de l'hôtel de la Tour Lachaud où ils logeaient. L'idée du scénario était venue à Orlanda Laforêt quand ils avaient appris que la serveuse avait soudainement quitté son travail quand elle avait rencontré « un type un peu louche », un client qui l'avait séduite. Ils expliquent toutefois que la fin du film a été romancée et ne correspond pas à la vraie vie de la serveuse, dont ils n'ont d'ailleurs pas de nouvelles.

### Choix du titre
Les scénaristes expliquent que « le titre du film a été choisi par rapport au rôle de séducteur de François », en référence au sens figuré du merle désignant une personne rusée. Le titre est également à rapprocher des scènes où l'ornithologue Jean-Michel Teulière, célèbre figure scientifique locale de la Basse-Corrèze, imite le chant du merle en sifflant. Le « chant du merle » représente donc une métaphore du discours séducteur et sournois de François.

### Casting
La moitié des acteurs du film sont des habitants d'Aubazines et de la région.
Jean-Michel Teulière, qui joue son propre rôle dans le film, est un vrai ornithologue originaire de Saint-Bonnet-les-Tours-de-Merle en Basse-Corrèze.

### Musique du film
La scène de la boîte de jazz Le Maryland montre un vrai concert avec le duo de blues Blues etc (guitare, harmonica et chant).